# Sorano de Éfeso
Sorano (século I/II d.C.) foi um médico grego de Éfeso. Ele praticava medicina em Alexandria e subsequentemente em Roma, e foi um dos chefes representantes da Escola metódica de medicina. Vários de seus escritos ainda sobrevivem, mais notavelmente seu tratado de quatro volumes sobre ginecologia, e uma tradução latina de sua obra Sobre Doenças Crônicas e Agudas.

## Vida
Pouco é conhecido acerca da vida de Sorano. De acordo com a Suda (que tem duas entradas sobre ele) ele foi um nativo de Éfeso, era filho de Menandro e Fobos e praticou medicina em Alexandria e Roma nos reinados de Trajano e Adriano (98-138). Viveu pelo menos tão contemporaneamente quanto Arquígenes, que usava um de seus remédios; ele foi tutor de Átalo; e foi morto quando Galeno escreveu seu trabalho De Methodo Medendi, c. 178.
Ele pertencia à Escola metódica, uma escola de medicina, e foi um dos mais eminentes médicos daquela escola. Muito pouco é conhecido sobre sua vida, exceto que ele passou algum tempo na Aquitânia para a finalidade de tratar algumas doenças de pele que eram muito comuns ali naquele tempo.

## Trabalhos
Seu tratado Ginecologia sobreviveu (primeiramente impresso em 1838, mais tarde por V. Rose, em 1882, com uma tradução do latim no século 6 d.C. por Múscio).  Também sobreviventes são as partes dos tratados Sobre os Sinais de Fraturas e Sobre Ataduras.  De seu mais importante trabalho (Sobre Doenças Crônicas e Agudas) permanecem apenas alguns fragmentos em grego, mas possuímos uma tradução latina completa por Célio Aureliano (século 5 d.C.). A Vida de Hipócrates provavelmente formava uma das coleções de biografias médicas de Sorano referenciada na Suda, e é válida apenas como única autoridade para a vida do grande médico, com a exceção dos artigos na Suda e no Estefano de Bizâncio (s.v. Κώς). A Introduction to the Science of Medicine é considerada espúria.
Além destes trabalhos, Sorano foi o autor de vários outros, dos quais apenas os títulos e alguns fragmentos foram preservados. Galeno menciona dois trabalhos na Farmácia, dos quais ele cita algumas passagens. Célio Aureliano cita de vários outros trabalhos, e o próprio Sorano se refere a muitos trabalhos adicionais que não sobreviveram. Tertuliano cita um trabalho De Anima, em quatro livros, no qual Sorano dividiu a alma em sete partes, e negou sua imortalidade. Ele é citado por Paulo de Égina, como sendo um dos mais primitivos escritores gregos médicos que tinham descrito o verme da guiné; e parece ter desfrutado de grande reputação entre os antigos, como Agostinho de Hipona que o chama de "Medicinae auctor nobilissimus," e Tertuliano de, "Methodicae Medicinae instructissimus auctor."

## Leitura aprofundada
- Texto grego
  - Johannes Ilberg, Sorani Gynaeciorum libri IV, De signis fracturarum, De fasciis, Vita Hippocratis secundum Soranum, Corpus medicorum Graecorum 4, Berlin, 1927. (on-line)
  - Paul Burguière, Danielle Gourevitch, and Yves Malinas, Maladies des femmes (com tradução francesa), Collection Budé, 1988-.
- Tradução inglesa
  - Owsei Temkin et al., Soranus' Gynaecology, Johns Hopkins Press, 1956.